# Ermite à ventre fauve
Phaethornis syrmatophorus
Espèce
Statut de conservation UICN

 LC  : Préoccupation mineure
Statut CITES
L'Ermite à ventre fauve (Phaethornis syrmatophorus) est une espèce de colibris (famille des Trochilidae).

## Répartition
Cet oiseau est présent en Colombie, en Équateur et au Pérou.

## Habitat
Ses habitats sont les forêts tropicales et subtropicales humides de hautes altitudes.

## Sous-espèces
D'après Alan P. Peterson, cette espèce est constituée des deux sous-espèces suivantes :
- Phaethornis syrmatophorus columbianus Boucard, 1891 ;

Carte de répartition de l'espèce

- Phaethornis syrmatophorus syrmatophorus Gould, 1851.